# Pascual Enguídanos
Pascual Enguídanos Usach (Liria, Valencia, 13 de diciembre de 1923 - Liria, Valencia, 28 de marzo de 2006) fue un escritor español, uno de los clásicos europeos de la ciencia ficción y el decano de la ciencia ficción española. Es conocido por su seudónimo George H. White.

## Biografía
Nacido y vecino de Liria (Valencia), Pascual Enguídanos Usach, fue director de la revista Estímulo, colaborador de Radio Juventud, funcionario jubilado de Obras Públicas y escritor, fue considerado el decano de los autores españoles de ciencia ficción, representando a la primera generación de postguerra y quizá el de mayor éxito entre los autores de novela popular en su época. Si bien se encuadró inicialmente en lo que se ha dado en llamar la "escuela valenciana de ciencia ficción", desde los años 60 se le comenzó a considerar en medios literarios del género como uno de los escritores españoles de mayor alcance. Comenzó su andadura como escritor en las colecciones de Editorial Valenciana Comandos, Policía Montada o Western, mientras que luego en la Editorial Bruguera colaboraría en Oeste, Servicio Secreto y La Conquista del Espacio. Bajo el pseudónimo de "Van S. Smith" o de "George H. White", publicó nada menos que noventa y cinco novelas dedicadas al género. Su reputación en la ciencia ficción española de los años cincuenta procede de un estilo ágil y del universo que propuso, pues cincuenta y cuatro de sus obras se inscriben en la llamada Saga de los Aznar, una auténtica novela-río adaptada al tebeo en dos ocasiones y que recibió en Bruselas el galardón a la mejor serie europea de ciencia ficción. La Saga fue reescrita y ampliada en los años 70 y ha sido objeto de atención y reedición, y es actualmente reivindicada por aficionados y autores que continúan su obra.
Enguídanos propuso al editor de Valenciana una nueva colección dedicada a la ciencia ficción y para la cual había comenzado a escribir algunas obras. Este fue el inicio de la histórica Luchadores del Espacio, joya de la ciencia ficción española, publicada en la década de los 50 por la Editorial Valenciana y donde la serie de Enguídanos, La Saga de los Aznar, con treinta y dos novelas que aparecieron entre 1953 y 1958, constituiría el cuerpo central de la colección. La obra, que recordaba a veces la estética de Flash Gordon y la literatura del Coronel Ignotus, fue reconocida como la mejor serie de ciencia ficción publicada en Europa, (Convención Europea de Ciencia Ficción, Bruselas, 1978) por delante de otras obras como la serie alemana de Perry Rhodan.
Pascual Enguídanos desapareció de los medios públicos, y el fandom perdió contacto con él, hasta que por diferentes medios, Javier Redal y Andrés Rodrigo, autores y miembros significativamente activos del mundillo de la ciencia ficción española lo localizaron en su residencia de Líria, donde vivía ya apartado de la escritura, e ignorante de la repercusión de su obra. En la HispaCon de 1994, celebrada en la localidad valenciana de Burjassot y dirigida por el citado Andrés Rodrigo, Pascual Enguídanos fue homenajeado como Invitado de Honor recibiendo, por primera vez en muchos años, el reconocimiento de los aficionados al género de ficción de toda España.
El autor sería también homenajeado en el XXI Congreso Nacional de Fantasía y Ciencia Ficción (HispaCon 2003) y durante la ceremonia de entrega de los premios Ignotus le fue concedido el premio Gabriel por la labor de toda una vida. Con posterioridad a su fallecimiento, el ayuntamiento de su ciudad natal creó en 2015 el Certamen de Relatos Cortos en Castellano y Valenciano ‘Pascual Enguídanos-George H. White’.

## Obras

### Saga de los Aznar
La principal obra de Pascual Enguídanos Usach (George H. White) es la serie conocida por el nombre genérico de la Saga de los Aznar. Esta serie fue publicada originalmente por Editorial Valenciana en dos épocas, la primera parte entre 1953 y 1958 (que acaba en la novela Lucha a muerte, tomo 12), y la segunda parte entre 1973 y 1978, en la que se reescribieron las primeras obras y se añadieron nuevas novelas ya escritas en los años 70, dotando así a la serie de una inesperada continuación (tomos 13 a 23). La saga fue posteriormente reeditada por la editorial Silente con ocasión del cincuentenario de su primera publicación.

### Novelas sueltas
Todas estas novelas, junto a las miniseries relacionadas aparte, son las obras que Pascual Enguídanos publicó sin relación (al menos directa) con La Saga de los Aznar. La numeración de este listado se corresponde con su primera publicación en los años cincuenta, y no se incluyen las pocas reediciones que tuvieron lugar durante la segunda etapa de Luchadores del Espacio de los años setenta.
Como George H. White
- Rumbo a lo desconocido, Luchadores del Espacio n.º 9
- Muerte en la estratosfera, Luchadores del Espacio n.º 27
- El Atom S-2, Luchadores del Espacio n.º 56
- Llegó de lejos, Luchadores del Espacio n.º 69
- Ellos están aquí, Luchadores del Espacio n.º 81
- ¡Piedad para la Tierra! Luchadores del Espacio n.º 85

Como Van S. Smith
- Cita en la Luna, Luchadores del Espacio n.º 140
- Nosotros, los marcianos, Luchadores del Espacio n.º 144
- Embajador en Venus, Luchadores del Espacio n.º 147
- Las huellas conducen... al Infierno, Luchadores del Espacio n.º 157
- Extraños en la Tierra, Luchadores del Espacio n.º 163
- Después de la hora final, Luchadores del Espacio n.º 171
- Las estrellas amenazan, Luchadores del Espacio n.º 146
- Un mensaje en el espacio, Luchadores del Espacio n.º 182
- El extraño viaje del doctor Main, Luchadores del Espacio n.º 186
- Venus llama a la Tierra, Luchadores del Espacio n.º 187
- El nuevo poder, Luchadores del Espacio n.º 192
- Luna ensangrentada, Luchadores del Espacio n.º 198
- El día que descubrimos la Tierra, Luchadores del Espacio n.º 221
- Hombres en Marte, Luchadores del Espacio n.º 232
- La momia de acero, Luchadores del Espacio n.º 234 (y último de la colección)

### Trabajos para la Editorial Bruguera
- Intrusos siderales, La Conquista del Espacio n.º 57

### Miniseries
- Trilogía de Finan

Y el mundo tembló, Luchadores del Espacio n.º 210
La gran aventura, Luchadores del Espacio n.º 211
Piratería sideral, Luchadores del Espacio n.º 212
- Serie Bevington

La locura de Bevington, Luchadores del Espacio n.º 202
El planetoide maldito, Luchadores del Espacio n.º 203
- Serie Intrusos Siderales

Intrusos siderales, Luchadores del Espacio n.º 195
Diablos en la ionosfera, Luchadores del Espacio n.º 199
- Trilogía Heredó un mundo

Heredó un mundo, Luchadores del Espacio n.º 71
Desterrados en Venus, Luchadores del Espacio n.º 72
La legión del espacio, Luchadores del Espacio n.º 73
- Serie Más allá del Sol

Extraño visitante, Luchadores del Espacio n.º 60
Más allá del sol, Luchadores del Espacio n.º 61
Marte, el enigmático, Luchadores del Espacio n.º 64
¡Atención... platillos volantes! Luchadores del Espacio n.º 65
Raza Diabólica, Luchadores del Espacio n.º 66

## Enlaces
- Portal dedicado a Pascual Enguídanos
- Página de Pascual Enguídanos en la Tercera Fundación Archivado el 18 de junio de 2017 en Wayback Machine.
- Pascual Enguídanos Usach. Space Opera de factura española Archivado el 15 de noviembre de 2016 en Wayback Machine., artículo de Alfonso Merelo

- Datos: Q7141863